# 一乘谷朝倉氏遺跡
一乘谷朝倉氏遺蹟（日语：／）是位於福井縣福井市城戶之内町的日本戰國時代的古蹟。是日本国家指定的特别史迹。遗迹中的山城部分被稱為一乘谷城（いちじょうだにじょう）。在2006年被選為日本100名城之一。

## 現存遺跡
- 土壘 - 下城戶、上城戶
- 堀 - 朝倉館
- 門 - 下城戶
- 建築物的痕跡 - 武士住宅、寺院、市區

## 建造物
- 復原街道 - 武士住宅等
- 朝倉館的唐門 - 江戶時代復原了的門

## 日本文化财产
- 特別名勝 - 一乘谷朝倉氏庭園（諏訪館跡庭園、湯殿跡庭園、南陽寺跡庭園、朝倉氏庭園）
- 特別史跡 - 遺跡的整個地區。面積是278公頃。
- 重要文化財 - 遺跡出土品，2343分(件)[1]。

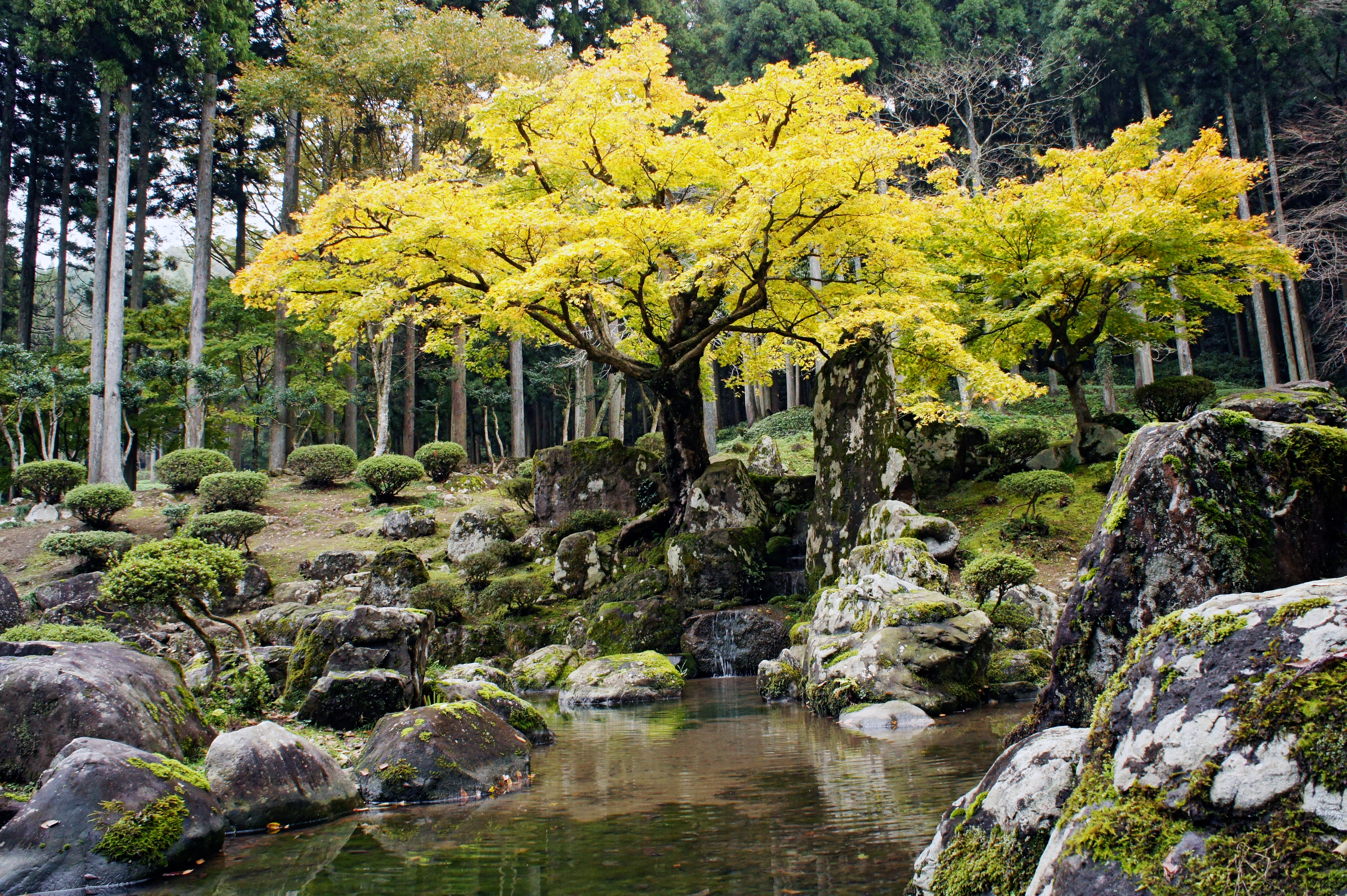
諏訪館跡庭園
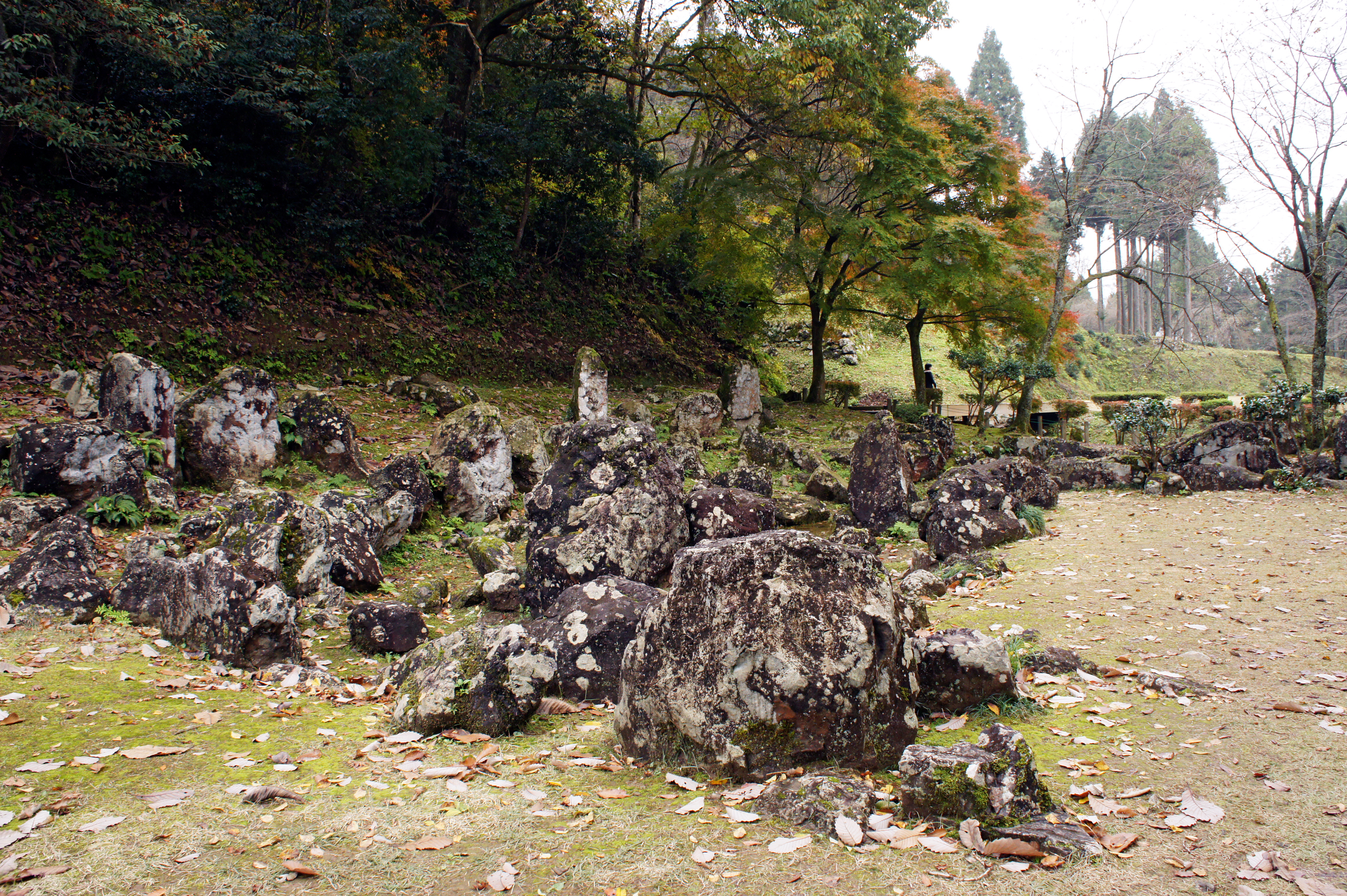
湯殿跡庭園
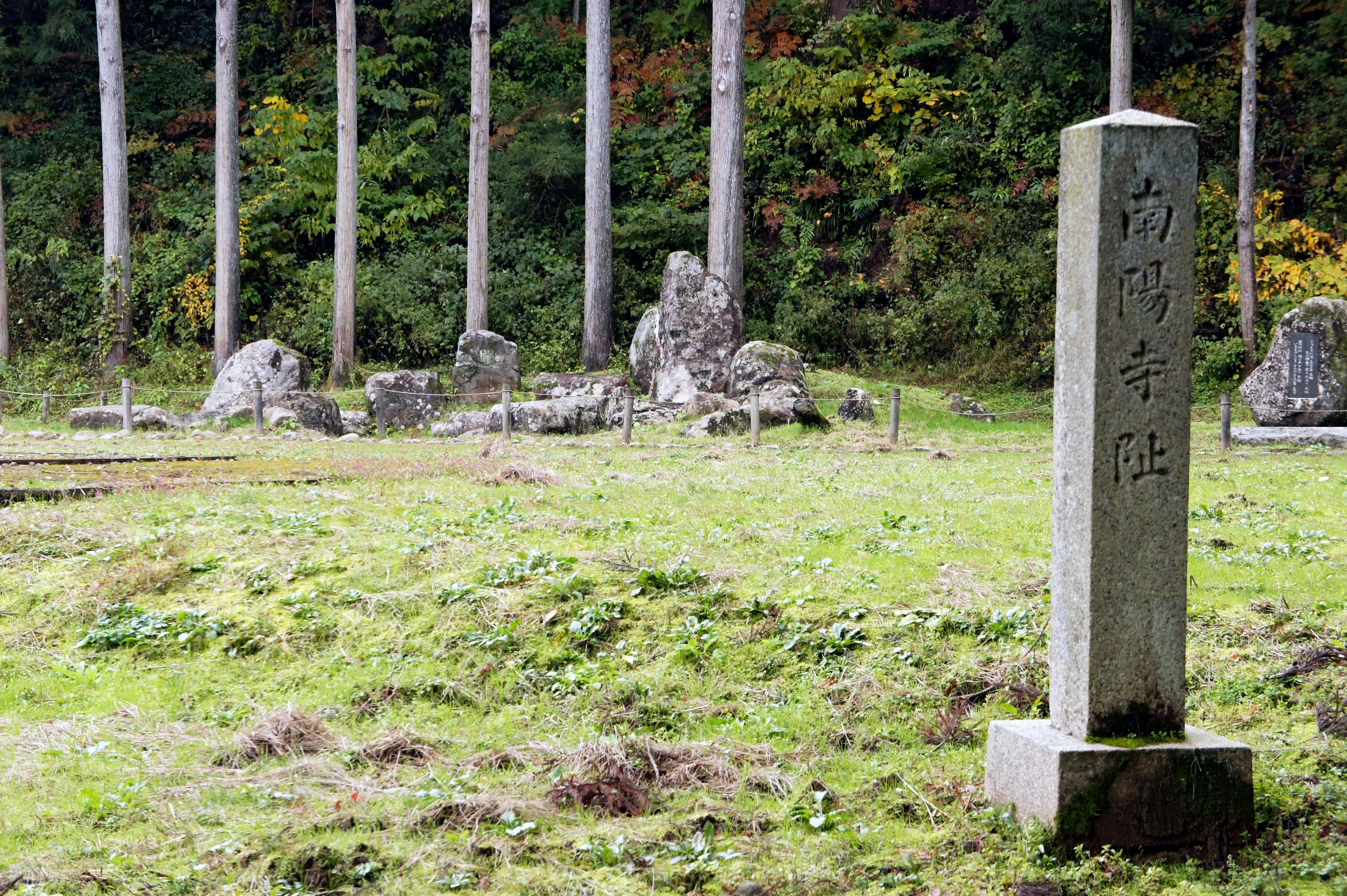
南陽寺跡庭園
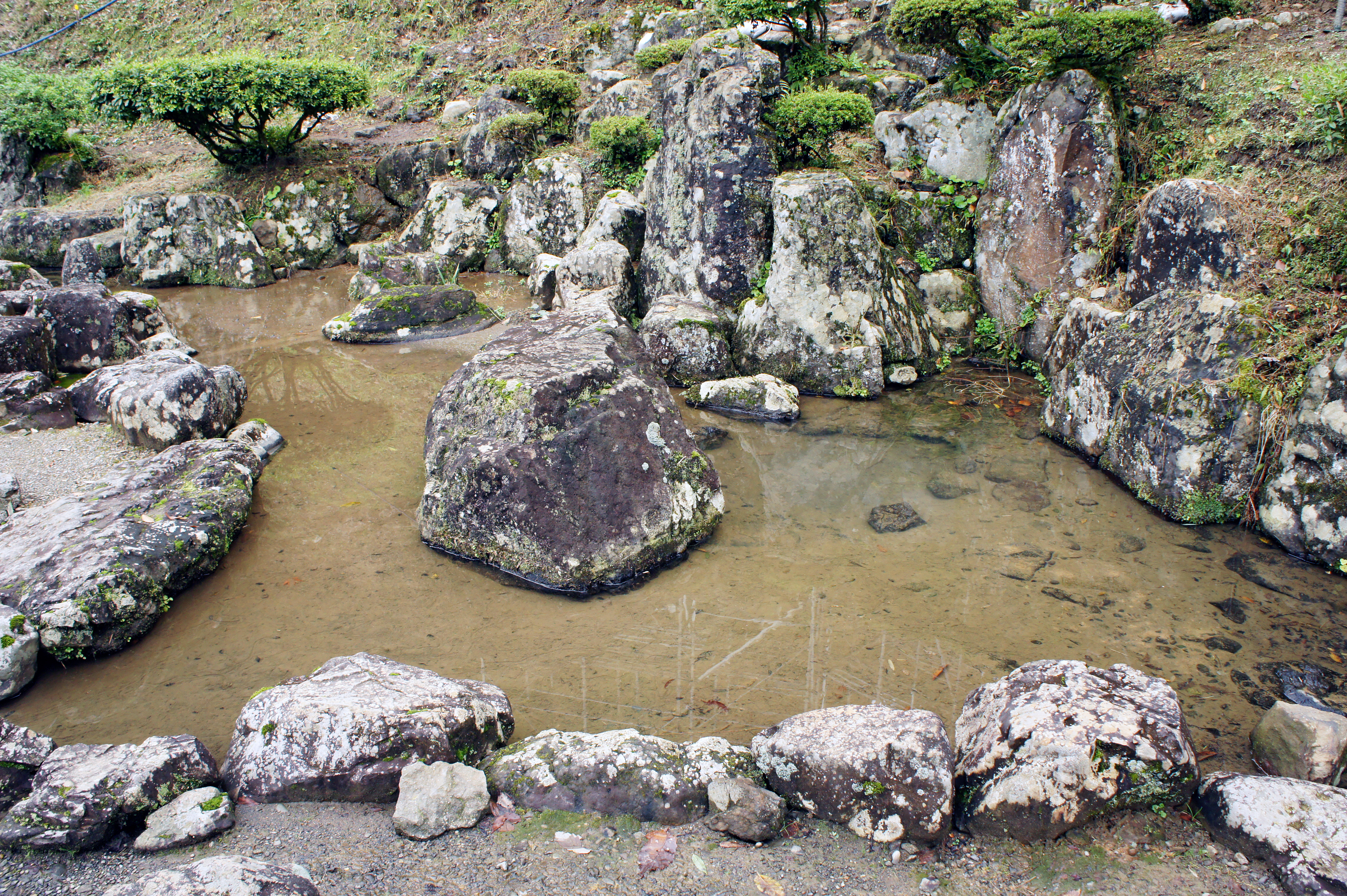
朝倉氏庭園

## 外部連結
- 特別史跡一乘谷朝倉氏遺跡 （页面存档备份，存于）
- 福井縣立一乘谷朝倉氏遺跡資料館 （页面存档备份，存于）